# Liste der Biografien/Henl
Liste der Biografien |
Portal Biografien |
Personensuche
# |
A |
B |
C |
D |
E |
F |
G |
H |
I |
J |
K |
L |
M |
N |
O |
P |
Q |
R |
S |
T |
U |
V |
W |
X |
Y |
Z |
?
 
Ha |
Hd |
He |
Hi |
Hj |
Hk |
Hl |
Hm |
Hn |
Ho |
Hr |
Hs |
Ht |
Hu |
Hv |
Hw |
Hy
 
Hea |
Heb |
Hec |
Hed |
Hee |
Hef |
Heg |
Heh |
Hei |
Hej |
Hek |
Hel |
Hem |
Hen |
Heo |
Hep |
Heq |
Her |
Hes |
Het |
Heu |
Hev |
Hew |
Hex |
Hey |
Hez
 
Hena |
Henb |
Henc |
Hend |
Hene |
Henf |
Heng |
Henh |
Heni |
Henj |
Henk |
Henl |
Henm |
Henn |
Heno |
Henq |
Henr |
Hens |
Hent |
Henu |
Henv |
Henw |
Heny |
Henz
Die Liste der Biografien führt alle Personen auf, die in der deutschsprachigen Wikipedia einen Artikel haben. Dieses ist eine Teilliste mit 47 Einträgen von Personen, deren Namen mit den Buchstaben „Henl“ beginnt.

## Henl

### Henle
- Henle, Adolf (1864–1936), deutscher Mediziner
- Henle, Anton von (1851–1927), deutscher Geistlicher, Bischof von Passau und Regensburg
- Henle, C. Peter (* 1938), deutscher Unternehmer
- Henle, Dieter (* 1975), deutscher Politiker (parteilos)
- Henle, Elise (1832–1892), deutsche Schriftstellerin
- Henle, Elkan (1761–1833), deutscher Kaufmann
- Henle, Ernst (1878–1938), deutscher Baudirektor
- Henle, Fritz (1909–1993), deutschamerikanischer Fotograf
- Henle, Gertrude (1912–2006), US-amerikanische Virologin
- Henle, Günter (1899–1979), deutscher Politiker (CDU), MdB, MdEP
- Henle, Hans-Jörg (* 1963), deutscher Politiker
- Henle, Jakob (1809–1885), deutscher Anatom, Pathologe und ArztJakob Henle (1809–1885)

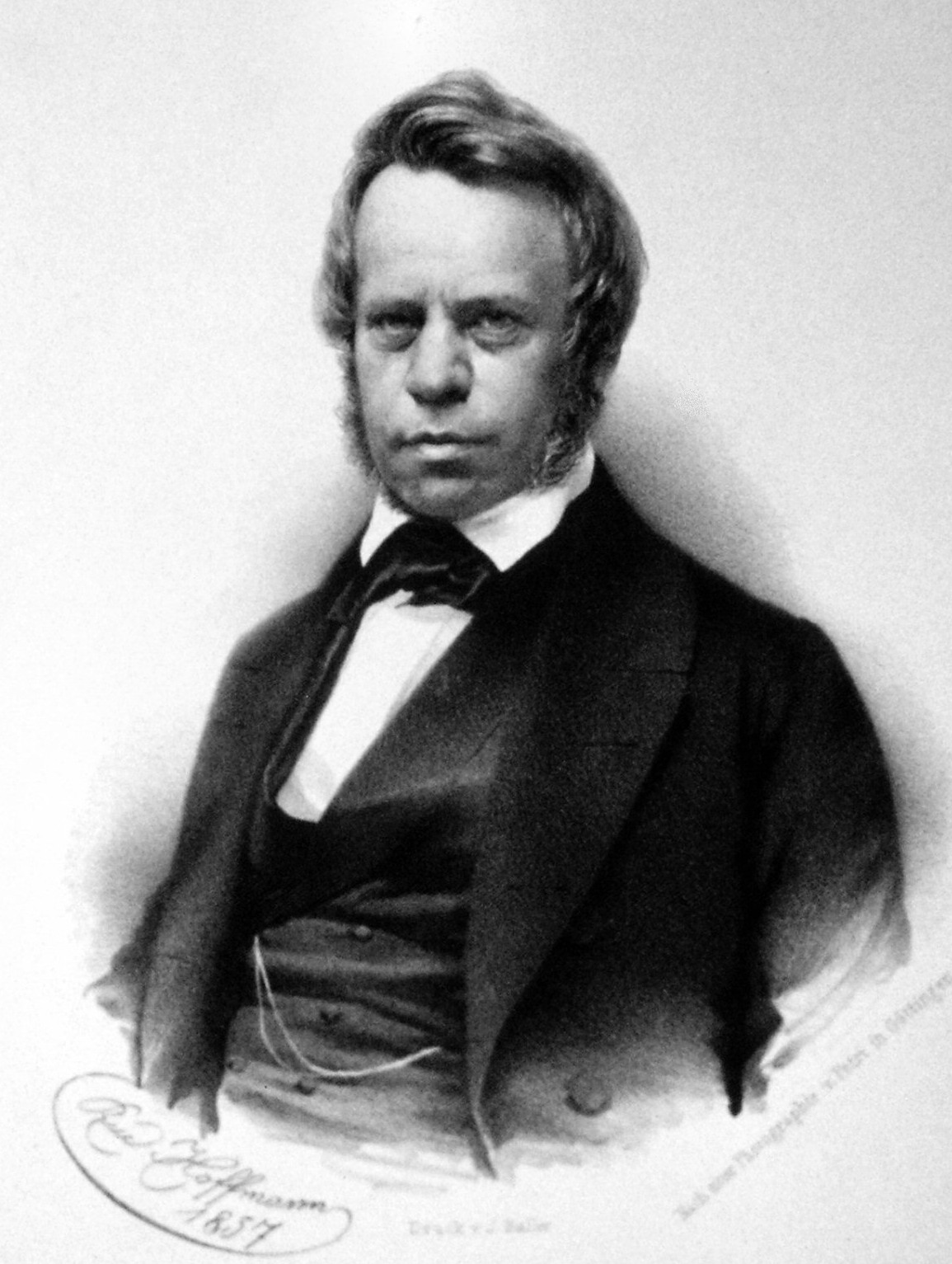
Jakob Henle (1809–1885)

- Henle, Johann Georg (1769–1852), deutscher Rotgerbermeister und Stifter
- Henle, Jörg A. (1934–2019), deutscher Industrieller und Kulturmäzen
- Henle, Julius von (1864–1944), bayerischer Verwaltungsjurist; Regierungspräsident in Unterfranken
- Henle, Klaus (* 1955), deutscher Biologe und Herpetologe am UFZ Leipzig
- Henle, Mary (1913–2007), US-amerikanische Psychologin, Vertreterin der Gestalttheorie
- Henle, Moritz (1850–1925), deutscher Chasan, Komponist und Chorleiter
- Henle, Paul (1887–1962), deutscher Bildhauer und Maler
- Henle, Sigmund von (1821–1901), deutscher Jurist und Politiker in Bayern
- Henle, Thomas (* 1961), deutscher Lebensmittelchemiker und Hochschullehrer
- Henle, Werner (1910–1987), deutscher Virologe
- Henle, Wilhelm von (1846–1914), deutscher Jurist und Politiker
- Henlein, Andreas († 1542), Weihbischof in Bamberg und Titularbischof in Athyra
- Henlein, Konrad (1898–1945), sudetendeutscher nationalsozialistischer Politiker und SS-ObergruppenführerKonrad Henlein (1898–1945)

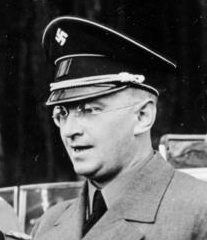
Konrad Henlein (1898–1945)

- Henlein, Peter († 1542), deutscher Schlossermeister und wohl Erfinder der am Körper tragbaren Uhr in Deutschland
- Henley, Adam (* 1994), walisischer Fußballspieler
- Henley, Barclay (1843–1914), US-amerikanischer Politiker
- Henley, Barry Shabaka (* 1954), US-amerikanischer Charakterdarsteller
- Henley, Beth (* 1952), US-amerikanische Schriftstellerin
- Henley, Charley (* 1973), Spezialeffektkünstler
- Henley, Don (* 1947), US-amerikanischer Rockmusiker (The Eagles)Don Henley (* 1947)

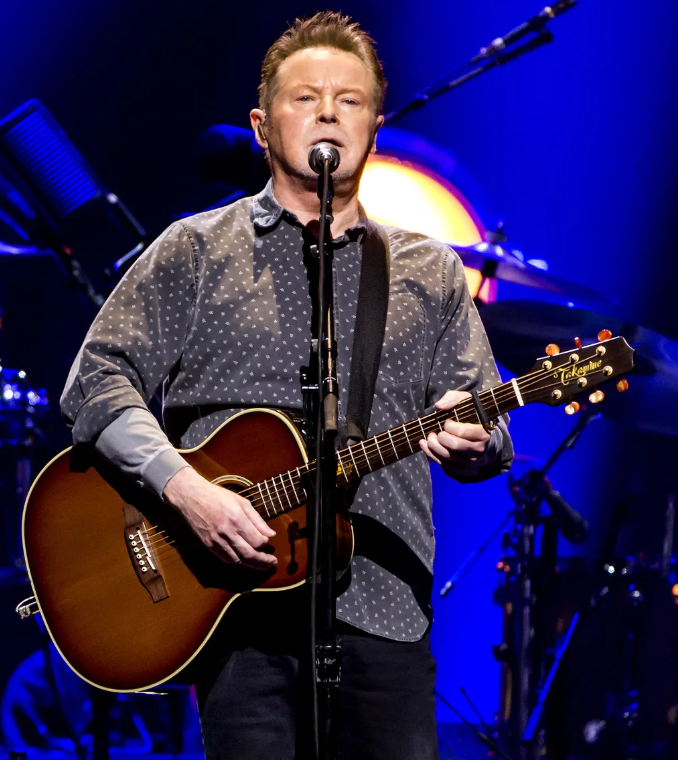
Don Henley (* 1947)

- Henley, Ernest (1889–1962), britischer Sprinter und Mittelstreckenläufer
- Henley, Ernest M. (1924–2017), US-amerikanischer Physiker
- Henley, Fallon (* 1994), amerikanische Wrestlerin
- Henley, Georgie (* 1995), englische Schauspielerin
- Henley, Jean Emily (1910–1994), US-amerikanische Anästhesistin
- Henley, Lionel Charles (1833–1893), britischer Genremaler und Illustrator der Düsseldorfer Schule
- Henley, Rachael (* 1988), britische Filmschauspielerin
- Henley, Raven (* 1986), deutscher Rockmusiker
- Henley, Robert, 1. Earl of Northington († 1772), englischer Politiker und Lordkanzler
- Henley, Ron (* 1956), US-amerikanischer Schachspieler
- Henley, Samuel (* 1993), kanadischer Eishockeyspieler
- Henley, Thomas J. (1808–1875), US-amerikanischer Politiker
- Henley, Virginia (* 1935), britisch-kanadische Schriftstellerin
- Henley, William (1814–1882), britischer Elektroingenieur und Unternehmer
- Henley, William Ernest (1849–1903), englischer Schriftsteller